# 4e étape du Tour de France 1994
Pour un article plus général, voir Tour de France 1994.
La 4e étape du Tour de France 1994 a lieu le 6 juillet 1994 entre les villes de Douvres et de Brighton sur une distance de 204,5 km. Elle est remportée par Francisco Cabello au terme d'une échappée de plus de 180 kilomètres.

## Parcours
Après avoir emprunté le tunnel sous la Manche deux mois après son inauguration, le Tour de France retrouve le Royaume-Uni, où il ne s'était rendu qu'une fois jusque-là, pour une unique étape, vingt ans auparavant, lors du Tour de France 1974. Le parcours vallonné comprend cinq difficultés répertoriées au Grand prix de la montagne, dont trois dans sa partie finale : trois sont classées en 3e catégorie, et deux en 4e catégorie. Partant de Douvres, dans le comté du Kent, l'étape se conclut à Brighton, dans le Sussex. Trois sprints intermédiaires sont disputés à Ashford, à Royal Tunbridge Wells, et à Maresfield. Après un premier passage sur la ligne d'arrivée, les coureurs concluent l'étape par une boucle de neuf kilomètres dans Brighton, et doivent escalader à deux reprises la côte d'Elm Grove (en).

## La course
L'étape est un grand succès populaire au Royaume-Uni, puisqu'il est estimé qu'environ 1 million de personnes se sont massées le long de la route. Après une première ascension qui voit Peter De Clercq consolider son maillot à pois, Francisco Cabello s'échappe du peloton au bout de 23 kilomètres de course. Il est ensuite pris en chasse par Emmanuel Magnien, qui parvient à faire la jonction trente kilomètres plus tard. Ensemble, les deux coureurs obtiennent un écart maximal de plus de 6 minutes sur le peloton. Ce dernier réduit ensuite l'écart, et à quarante kilomètres de l'arrivée, plusieurs coureurs partent en contre-attaque, dont Flavio Vanzella, coéquipier du maillot jaune Johan Museeuw et quatrième du classement général. Dans le final, Vanzella revient sur Magnien, alors que Cabello profite de la dernière ascension pour attaquer et aller gagner l'étape en solitaire, son unique victoire sur un Grand Tour. Dans le peloton, l'ancien maillot jaune Christopher Boardman attaque et parvient à prendre quelques secondes au peloton. Grâce aux 18 secondes qu'il prend sur celui-ci, et grâce à la bonification accordée au troisième de l'étape, Vanzella s'empare de la tête du classement général au détriment de son coéquipier.

## Classement de l'étape
| Classement de la 4e étape | Classement de la 4e étape | Classement de la 4e étape | Classement de la 4e étape | Classement de la 4e étape |
|                           | Coureur                   | Pays                      | Équipe                    | Temps                     |
| ------------------------- | ------------------------- | ------------------------- | ------------------------- | ------------------------- |
| 1er                       | Francisco Cabello         | Espagne                   | Kelme-Avianca-Gios        | en 5 h 12 min 53 s        |
| 2e                        | Emmanuel Magnien          | France                    | Castorama                 | + 20 s                    |
| 3e                        | Flavio Vanzella           | Italie                    | GB-MG Boys Maglificio     | + 20 s                    |
| 4e                        | Christopher Boardman      | Royaume-Uni               | GAN                       | + 33 s                    |
| 5e                        | Enrico Zaina              | Italie                    | Gewiss-Ballan             | + 33 s                    |
| 6e                        | Silvio Martinello         | Italie                    | Mercatone Uno-Medeghini   | + 38 s                    |
| 7e                        | Djamolidine Abdoujaparov  | Ouzbékistan               | Polti-Vaporetto           | + 38 s                    |
| 8e                        | Rolf Aldag                | Allemagne                 | Telekom-Merckx            | + 38 s                    |
| 9e                        | Stefano Colagè            | Italie                    | ZG Mobili-Selle Italia    | + 38 s                    |
| 10e                       | Frankie Andreu            | États-Unis                | Motorola                  | + 38 s                    |
| modifier                  |                           |                           |                           |                           |

## Classement général
| Classement général après la 4e étape | Classement général après la 4e étape | Classement général après la 4e étape | Classement général après la 4e étape | Classement général après la 4e étape |
|                                      | Coureur                              | Pays                                 | Équipe                               | Temps                                |
| ------------------------------------ | ------------------------------------ | ------------------------------------ | ------------------------------------ | ------------------------------------ |
| 1er                                  | Flavio Vanzella                      | Italie                               | GB-MG Boys Maglificio                | en 17 h 34 min 6 s                   |
| 2e                                   | Johan Museeuw                        | Belgique                             | GB-MG Boys Maglificio                | + 4 s                                |
| 3e                                   | Miguel Indurain                      | Espagne                              | Banesto                              | + 14 s                               |
| 4e                                   | Rolf Sörensen                        | Danemark                             | GB-MG Boys Maglificio                | + 23 s                               |
| 5e                                   | Lance Armstrong                      | États-Unis                           | Motorola                             | + 26 s                               |
| 6e                                   | Steve Bauer                          | Canada                               | Motorola                             | + 31 s                               |
| 7e                                   | Armand de Las Cuevas                 | France                               | Castorama                            | + 32 s                               |
| 8e                                   | Thierry Marie                        | France                               | Castorama                            | + 37 s                               |
| 9e                                   | Sean Yates                           | Royaume-Uni                          | Motorola                             | + 38 s                               |
| 10e                                  | Tony Rominger                        | Suisse                               | Mapei-CLAS                           | + 42 s                               |
| modifier                             |                                      |                                      |                                      |                                      |

## Classements annexes

### Classement par points
| Classement par points | Classement par points    | Classement par points | Classement par points   | Classement par points |
| --------------------- | ------------------------ | --------------------- | ----------------------- | --------------------- |
|                       | Coureur                  | Pays                  | Équipe                  | Point(s)              |
| 1er                   | Djamolidine Abdoujaparov | Ouzbékistan           | Polti-Vaporetto         | 94 points             |
| 2e                    | Emmanuel Magnien         | France                | Castorama               | 78 pts                |
| 3e                    | Silvio Martinello        | Italie                | Mercatone Uno-Medeghini | 78 pts                |
| modifier              |                          |                       |                         |                       |

### Classement du meilleur grimpeur
| Classement du meilleur grimpeur | Classement du meilleur grimpeur | Classement du meilleur grimpeur | Classement du meilleur grimpeur | Classement du meilleur grimpeur |
| ------------------------------- | ------------------------------- | ------------------------------- | ------------------------------- | ------------------------------- |
|                                 | Coureur                         | Pays                            | Équipe                          | Point(s)                        |
| 1er                             | Peter De Clercq                 | Belgique                        | Lotto-Caloi                     | 36 points                       |
| 2e                              | Francisco Cabello               | Espagne                         | Kelme-Avianca-Gios              | 30 pts                          |
| 3e                              | Emmanuel Magnien                | France                          | Castorama                       | 18 pts                          |
| modifier                        |                                 |                                 |                                 |                                 |

### Classement du meilleur jeune
| Classement général du meilleur jeune | Classement général du meilleur jeune | Classement général du meilleur jeune | Classement général du meilleur jeune | Classement général du meilleur jeune |
|                                      | Coureur                              | Pays                                 | Équipe                               | Temps                                |
| ------------------------------------ | ------------------------------------ | ------------------------------------ | ------------------------------------ | ------------------------------------ |
| 1er                                  | Lance Armstrong                      | États-Unis                           | Motorola                             | en 17 h 34 min 32 s                  |
| 2e                                   | Laurent Desbiens                     | France                               | Castorama                            | + 31 s                               |
| 3e                                   | Abraham Olano                        | Espagne                              | Mapei-CLAS                           | + 34 s                               |
| modifier                             |                                      |                                      |                                      |                                      |

### Classement par équipes
| Classement par équipes | Classement par équipes | Classement par équipes | Classement par équipes |
|                        | Équipe                 | Pays                   | Temps                  |
| ---------------------- | ---------------------- | ---------------------- | ---------------------- |
| 1re                    | GB-MG Boys Maglificio  | Italie                 | en 52 h 42 min 59 s    |
| 2e                     | Motorola               | États-Unis             | + 45 s                 |
| 3e                     | Castorama              | France                 | + 53 s                 |
| modifier               |                        |                        |                        |